# Шадковиці (Здунськовольський повіт)
Шадковиці (пол. Szadkowice) — село в Польщі, у гміні Шадек Здунськовольського повіту Лодзинського воєводства.
Населення — 974 особи (2011).
У 1975-1998 роках село належало до Серадзького воєводства.

## Демографія
Демографічна структура станом на 31 березня 2011 року:
|          | Загалом | Допрацездатний вік | Працездатний вік | Постпрацездатний вік |
| -------- | ------- | ------------------ | ---------------- | -------------------- |
| Чоловіки | 486     | 109                | 331              | 46                   |
| Жінки    | 488     | 94                 | 318              | 76                   |
| Разом    | 974     | 203                | 649              | 122                  |